# 1109 Тата
1109 Та́та (1109 Tata) — астероїд головного поясу, відкритий 5 лютого 1929 року.
Тіссеранів параметр щодо Юпітера — 3,177.